# Мохамед Фадль
Мохамед Фадль (араб. عمر جمال‎, нар. 12 серпня 1980, Каїр) — єгипетський футболіст, що грав на позиції нападника за низку єгипетських клубних команд і національну збірну Єгипту.

## Клубна кар'єра
У дорослому футболі дебютував 2001 року виступами за команду «Аль-Аглі», в якій провів два сезони. 
Згодом до 2017 року встиг пограти за низку інших єгипетських команд, а також за кувейтський «Казма».
Завершував ігрову кар'єру виступами за «Ель Мокаволун аль-Араб» протягом 2015–2017 років.

## Виступи за збірну
2007 року дебютував в офіційних матчах у складі національної збірної Єгипту.
Був включений до заявки збірної на переможний для неї Кубок африканських націй 2008 в Гані, де, щоправда, був запасним гравцем і на поле не виходив.
Загалом протягом чотирічної кар'єри у національній команді провів у її формі 8 матчів, забивши 2 голи.

## Титули і досягнення
- Чемпіон Африки (U-17): 1997
- Володар Кубка Єгипту (1):

«Аль-Аглі»: 2002-2003
- Переможець Ліги чемпіонів КАФ (1):

«Аль-Аглі»: 2001
- Володар Суперкубка КАФ (2):

«Аль-Аглі»: 2002, 2009
- Володар Кубка африканських націй (1):

2008
- Чемпіон Єгипту (2):

«Аль-Аглі»: 2009-2010, 2010-2011